# Isabel Münch
Isabel Münch (* vor 1963) ist eine deutsche Mathematikerin und als Expertin für IT-Sicherheit verantwortlich für den IT-Grundschutzkatalog.

## Werdegang
Nach ihrem Abitur 1981 am Helmholtz-Gymnasium Bonn studierte Münch von 1982 bis 1989 Mathematik mit Nebenfach Informatik an der Universität Bonn. Ihre Diplom-Arbeit hatte eine zahlentheoretisches Thema (Zetafunktionen von zerfallenen Bieberbach-Gruppen). Anschließend war sie von 1990 bis 1993 Mitarbeiterin beim debis Systemhaus GEI in der Abteilung IT-Sicherheit. 1994 stieg sie als Datensicherheitsexpertin im Bundesamt für Sicherheit in der Informationstechnik (BSI) ein. Von 2002 bis 2013 war Münch Referatsleiterin für Systemsicherheit und IT-Grundschutz im BSI. Sie war Gründungsmitglied des Fachbereichs „Sicherheit – Schutz und Zuverlässigkeit“ in der Gesellschaft für Informatik (GI) und von 2002 bis 2006 stellvertretende Sprecherin dieses Fachbereichs. Von 2013 bis 2014 war sie Referatsleiterin für die Allianz für Cyber-Sicherheit, das BSI-Penetrationszentrum und Information Security Revision am BSI, von Dezember 2014 an leitete sie das Referat für IT-Grundschutz und Allianz für Cyber-Sicherheit. Seit 2017 ist sie Fachbereichsleiterin Präventive Cyber-Sicherheit und Kritische Infrastrukturen beim BSI.
Ihre Arbeitsschwerpunkte sind die Weiterentwicklung des IT-Grundschutzhandbuches (Standardsicherheitsmaßnahmen für IT-Systeme), die Leitung und Koordination von IT-Sicherheitsanalysen und IT-Sicherheitsberatung mit den Schwerpunkten Bankenbereich und E-Commerce. Außerdem vertritt sie das BSI in verschiedenen nationalen und internationalen Gremien mit dem Schwerpunkt IT-Sicherheitsmanagement.
Auch wenn in der öffentlichen Wahrnehmung die größere Bedrohung von Spionage-Attacken ausländischer Staaten ausgeht, stellen nach Untersuchungen von Münch kriminelle Hacker als Online-Kriminelle die wesentliche Bedrohung für Unternehmen dar. Aber auch Behörden können Opfer solcher Cyber-Attacken werden. Zu den Herausforderung für die IT-Sicherheitsforschung gehört dabei, überhaupt von Fällen von Cyber-Kriminalität zu erfahren: Unternehmer sind in der Regel nicht daran interessiert, eventuelle Einbrüche in ihre IT-Systeme publik zu machen, denn niemand mag zugeben, dass seine IT und womöglich auch Kundendaten nicht sicher und spionagefest gespeichert sind, auch wenn „alle komplexen Systeme … irgendwo Fehler“ haben.

## Auszeichnungen
- 2015 GI Fellow der Gesellschaft für Informatik[8]

## Publikationen (Auszug)
- Isabel Münch: Sicherheitsaspekte bei Electronic Commerce. Bundesanzeiger, Köln 1999., ISBN 978-3-88784-935-1
- Isabel Münch, Stefan Fünfrocken: IT-Sicherheitsstrukturen in der deutschen Kreditwirtschaft SecuMedia-Verlag, Ingelheim, 2002., ISBN 978-3-922746-38-6
- Isabel Münch: Microsoft Internet Information Server: Sicherheitsstudie. SecuMedia, Ingelheim 2003., ISBN 978-3-922746-47-8
- Isabel Münch: Apache Webserver. Sicherheitsstudie. 2003, ISBN 978-3-922746-46-1
- Stephan Weber, Stefan Kronschnabl, Elmar Török, Isabel Münch: Studie Informationssicherheits- und Notfallmanagement, Trends 2012 [Befragung zu Status quo, Trends und zukünftigen Anforderungen]. SecuMedia-Verlag Gau-Algesheim 2012, ISBN 978-3-922746-81-2
- Isabel Münch: IT-Grundschutz zum Bewältigen von IT-Risiken in Unternehmen. In: Torsten Gründer: Managementhandbuch IT-Sicherheit. Risiken, Basel II, Recht Erich Schmidt Verlag, 2007, S. 285–308 ISBN 978-3-503-10002-6